# Alfred Mendelsohn
Alfred Mendelsohn (* 17. Februar 1910 in Bukarest; † 9. Mai 1966 ebenda) war ein rumänischer Komponist.

## Leben und Werk
Mendelsohn studierte von 1927 bis 1931 an der Musikakademie in Wien bei Joseph Marx und Franz Schmidt und am Konservatorium in Bukarest bei Mihail Jora. Von 1944 bis 1963 war er Dirigent an der Opera Națională București, seit 1949 unterrichtete er als Professor für Kontrapunkt am Konservatorium.
Er komponierte mehrere Opern und Ballette, acht Sinfonien und eine Dramatische Sinfonie in sieben Bildern, eine sinfonische Dichtung, eine Streichersuite, ein Cellokonzert, zwei Violin- und zwei Klavierkonzerte, kammermusikalische Werke, Oratorien, Kantaten, Schauspiel- und Filmmusiken, Chorwerke und Lieder.

## Opern
- Imnul iubirii (Liebeshymne nach Iwan Turgenjew), Oper, 1946
- Harap Alb (Der weiße Mohr von Alexandru Jar nach Ion Creangă), Ballett, 1948
- Meșterul Manole (Meister Manole nach einer volkstümlichen Legende), Oper, 1949
- Călin (von Tilde Urseanu nach Mihai Eminescu), Ballett, 1956
- Anton Pann (Libretto: Ion Roman und Radu Albala), Operette, 1961
- Michelangelo (eigenes Libretto nach Alexandru Kirițescu), Oper, 1964
- Spinoza (Libretto: Paul Sterian), Oper, 1966

## Quelle
- Alfred Baumgartner: Propyläen Welt der Musik. Die Komponisten, Bd. 4. Propyläen-Verlag, Berlin 1989, ISBN 3-549-07834-X, S. 7.

| Personendaten    | Personendaten         |
| ---------------- | --------------------- |
| NAME             | Mendelsohn, Alfred    |
| KURZBESCHREIBUNG | rumänischer Komponist |
| GEBURTSDATUM     | 17. Februar 1910      |
| GEBURTSORT       | Bukarest              |
| STERBEDATUM      | 9. Mai 1966           |
| STERBEORT        | Bukarest              |